# Trisobbio
Trisobbio (Tërseubi in piemontese) è un comune italiano di 636 abitanti della provincia di Alessandria, in Piemonte, situato nell'Alto Monferrato.
È uno dei comuni dell'Ovadese, area storico-culturale del Basso Piemonte e del Monferrato, che prende il nome dalla città di Ovada. 
È stato il capoluogo dell'ex unione dei Castelli tra l'Orba e la Bormida.

## Origini del nome
La leggenda sul toponimo, ovvero l'origine del nome, vuole che Trisobbio sia stato fondato da tre famiglie di uomini sobri, fratelli di sette uomini ebbri, fondatori di Strevi, da cui Tres sobri. L'attestazione documentaria del nome è invece nel 1040-1041 Trexoblo, nel 1186 Trixoblo, nel 1202-1206 Trexoblio o Trexoblo e nel 1283-1289 Trisobio.

## Storia
Trisobbio costituisce una sorta di cerniera nei rapporti tra la Valle d'Orba (dove si addensano le proprietà dei Malaspina) da un lato, e la Valle Bormida (dove si trovano i beni dei Boccaccio) dall'altro. Nel 1531, in seguito al matrimonio di Violante Malaspina, ultima della famiglia, con il conte Giovanni Battista Lodrone, passò ai Lodrone.
Dopo il passaggio del Monferrato ai Gonzaga di Mantova, nel 1536 il territorio, devastato dalla Guerra franco-spagnola, subì il taglio di nuovi e vecchi feudi che i Gonzaga misero in vendita tra il 1500 e il 1600, concedendo titoli nobiliari a ricchi signori mantovani o genovesi. Così Giambattista Spinola fu signore di Trisobbio. Nel 1708 il Monferrato venne assegnato da Giuseppe I d'Asburgo a Vittorio Amedeo II di Savoia.
Nel 1745, durante la Guerra di successione austriaca (1740-1748), Trisobbio fu occupata dalle truppe francesi del maresciallo Maillebois, come erano state occupate Acqui Terme, Visone, Morsasco e Cremolino, mentre le truppe austro-sarde si erano stabilite ad Ovada, San Cristoforo, Parodi Ligure, Montaldeo, Castelletto d'Orba e Silvano d'Orba. Successivamente i francesi si erano spinti su Rivalta Bormida, Orsara Bormida, Montaldo Bormida, Carpeneto e Rocca Grimalda, mentre gli austro-sardi si erano piazzati sulla sinistra dell'ultimo tratto del Tanaro.

### Simboli
Lo stemma di Trisobbio è stato approvato dall'amministrazione comunale il 18 dicembre 1973 e concesso con il decreto del presidente della Repubblica n. 1296 del 29 marzo 1982.
Nel capo dello scudo sono riprodotte le armi della Repubblica di Genova (d'argento, alla croce di rosso), della quale Trisobbio fece parte per oltre un secolo; degli Aleramici (d'argento, al capo di rosso), Marchesi del Monferrato che tennero la terra per 259 anni e che indica inoltre l'appartenenza del territorio al Monferrato; quello della famiglia genovese degli Spinola (d'oro, alla fascia scaccata di tre file d'argento e di rosso, sostenente una spina di botte di rosso), un ramo della quale ebbe la signoria del paese con titolo marchionale dal 1535 al 1798.
Per ricordare la tradizione che vuole Trisobbio fondata da tre famiglie di uomini sobri, è stata usata l'allegoria di tre plinti d'argento in campo azzurro, smalto che indica fedeltà alla patria e perseveranza nel lavoro proficuo. Il castello sul monte ricorda l'antico Castrum Trexobrii e le due porte che nei secoli passati davano accesso al borgo.
Il gonfalone è un drappo di azzurro.

## Monumenti e luoghi d'interesse

### Il castello

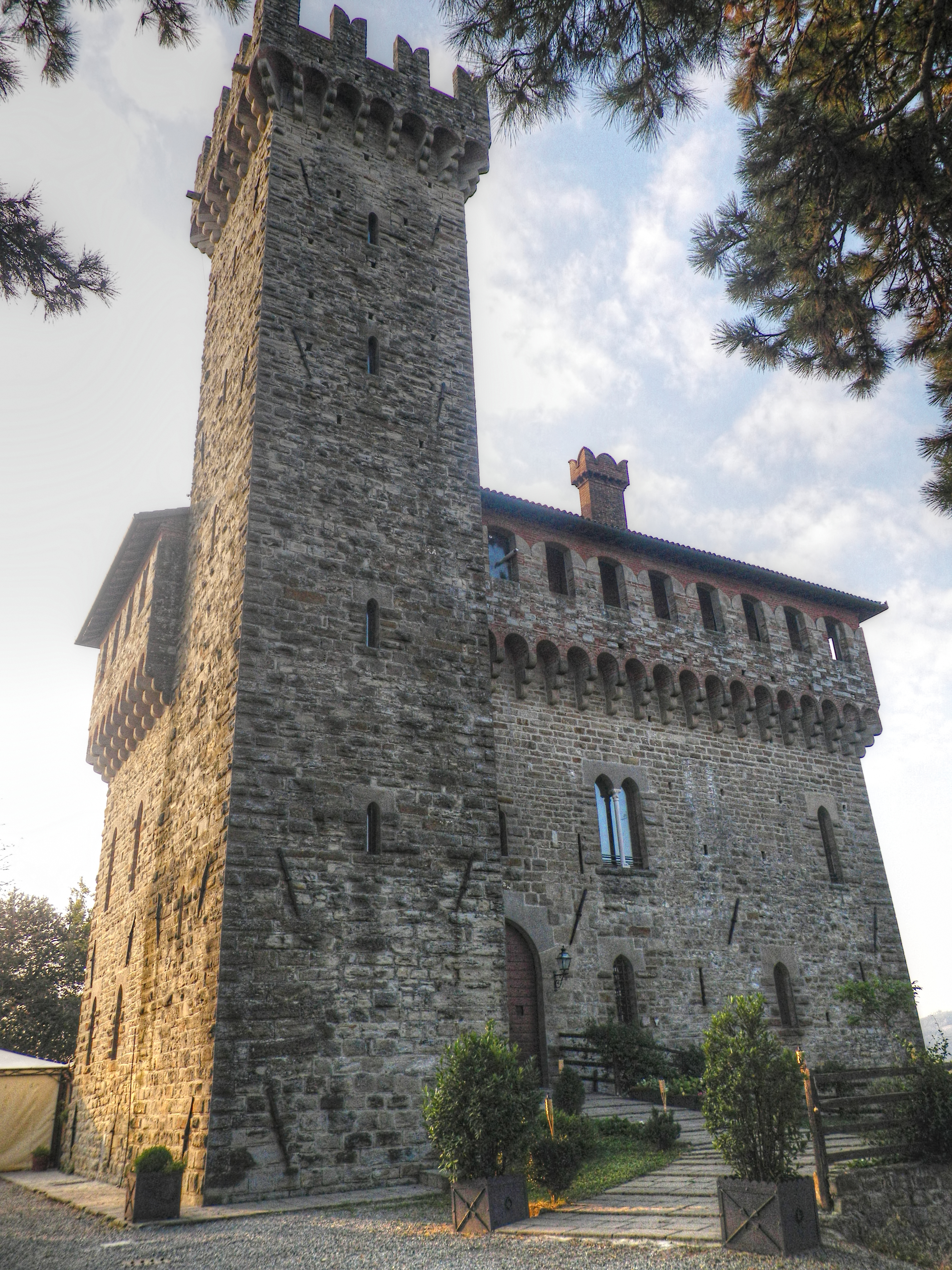
Il castello

Il castello di Trisobbio esisteva già all'inizio del XIII secolo, anche se non nelle fattezze attuali. La sua forma doveva essere, almeno nell'impianto, quella che vediamo tuttora. Ulteriori modifiche probabilmente datano alla fine del XV secolo, in concomitanza con lo stabilirsi dei Malaspina e il necessario rafforzamento del luogo.
Alla fine dell'Ottocento, il castello era in stato di degrado e di rovina. Nel 1913, il 29 marzo, l'architetto Terenzio, architetto della R. Sovrintendenza ai monumenti della Liguria, scrive all'architetto commendator Alfredo D'Andrade, per conto del marchese Carpaneto Spinola, padrone del castello, affinché vengano inviati gli incartamenti riguardanti detto castello, dall'ufficio di Torino a quello di Genova, perché, come da accordi presi con l'illustre architetto, si possano iniziare i lavori di restauro. Tali opere portarono il Castello all'aspetto esterno attuale.
Nel 1989, il castello e il parco annesso, sono diventati proprietà del comune. In questi anni l'Amministrazione Comunale, attenta alla salvaguardia del patrimonio artistico di sua proprietà, ha provveduto ad opere di ristrutturazione interna: oggi il Castello è sede di un suggestivo ristorante, riservato ad eventi, matrimoni, battesimi, comunioni, cresime, con 5 camere da letto (3 matrimoniali e 2 triple), ed il parco aperto al pubblico.
Nel luglio del 2002 la Sopraintendenza Regionale per i Beni e le Attività Culturali per la Regione Piemonte ha inserito nell'elenco dei Beni di interesse storico-artistico, presso la Conservatoria dei Registri Immobiliari il castello Carpaneto di Trisobbio.
Il castello di Trisobbio è un esempio di fruibilità delle notevoli possibilità di sviluppo nell'ambito del turismo sostenibile. I vigneti, i castelli, la salubrità dell'aria nella loro semplicità rappresentano una ricca risorsa, l'ospitalità degli abitanti rende ancora più appetibili.
Fa parte del sistema dei "Castelli Aperti" del Basso Piemonte.

### La chiesa parrocchiale
La parrocchia di Trisobbio è dedicata a Nostra Signora Assunta, non si conosce molto dell'antica chiesa di Trisobbio, che risulta già essere in fase di ricostruzione nel 1398.
Gli affreschi sono stati eseguiti da Pietro Ivaldi (detto Il Muto), aiutato dal fratello Tommaso e, per l'ornato, da decoratori comaschi, guidati da Giuseppe Ferraris.
Nel 1863, durante le Sante Quarantore, predicate da padre Atanasio da Nizza Monferrato, cappuccino, si inaugurò l'opera ormai compiuta. Spinti dall'entusiasmo, gli abitanti del paese non persero tempo e provvidero a costruire l'orchestra e la cassa dell'organo.
Nella parrocchiale poi sono conservate due tele di Michele Beccaria, nato a Trisobbio nel 1568, parroco di Montaldo e pittore assai prolifico. Probabilmente datata 1611 L'apparizione della Madonna a san Giacinto:  in un interno di chiesa, in ginocchio davanti all'altare è raffigurato il Santo nelle vesti dell'ordine domenicano. Davanti a lui, su di un gradino, vi è posto un libro aperto e un giglio. Sospesa su una nuvoletta a mezz'aria, su uno sfondo di luce, gli appare la Madonna con il Bambino in braccio. La struttura del dipinto, nella sua semplicità, con l'alterno accendersi e sfuocarsi dei toni cromatici, è di notevole presa sull'osservatore: le figure umane, disposte lungo una diagonale che congiunge alto e basso, terra e cielo, in una ideale e spirituale continuità, tagliano in due la tela, isolando da una parte gli elementi architettonici verticali, e dall'altra il candore del giglio e del libro squadernato che risalta sul rosso tappeto del pavimento. Datata 1615 è La Madonna con il Bambino tra i santi Giovanni Battista, Francesco d'Assisi, Carlo Borromeo, Chiara da Siena e Caterina da Siena. Anche questo quadro è conservato nella parrocchia. Una terza tela sempre del Beccaria e recentemente restaurata è conservata nell'oratorio adiacente alla chiesa e raffigura la Sacra Famiglia con santo Stefano, san Giovanni Battista e san Sebastiano ma di questo dipinto non si ha una datazione certa (forse primo decennio del XVII sec.).

### Il palazzo comunale
Il Palazzo Rossi Dogliotti, è oggi sede comunale.
Diventa tale nel 1932, a diciott'anni dalla morte di Paolo Luigi Dogliotti, Sindaco di Trisobbio per quasi quarant'anni che al comune lo donò con lascito testamentario del 10 luglio 1913.
L'analisi stilistica della struttura architettonica e delle decorazioni dell'edificio mettono in luce quattro momenti salienti dello sviluppo del palazzo attraverso i secoli XVI, XVII, XVIII, e XIX. Nel piano nobile, dove hanno sede gli uffici e la stanza del sindaco, sono conservati i bei soffitti, i pavimenti e le decorazioni originali. Durante i lavori di restauro è stato riportato alla luce un loggiato nella facciata verso il Castello, reso invisibile fino da oggi da un muro.
Oltre ad essere sede del Municipio, è anche sede della comunità collinare dell'Unione dei Castelli tra l'Orba e la Bormida, costituitasi nel gennaio del 2001, tra i paesi di Carpeneto,(che ne ha fatto parte fino al 2011)Castelnuovo Bormida, Montaldo Bormida, Orsara Bormida e Trisobbio, nel 2010 ha aderito anche il comune di Cremolino, dando la possibilità e l'opportunità a questi comuni di collaborare, gestendo in forma associata alcuni servizi, pur salvaguardando l'autonomia e le realtà storico sociali individuali. Le suggestive cantine del palazzo ospitano un'enoteca e bottega del vino biologico Biodivino.

### La chiesa di San Rocco
Poco distante dal concentrico sorge la chiesa di San Rocco, da cui si gode un bellissimo panorama e, nelle giornate limpide, la visuale si estende sino alle Alpi. La chiesetta è una delle circa 3000 dedicate in Italia al santo ausiliatore nelle malattie e principalmente nella peste.
Spesso gli edifici religiosi sorgevano per voto al termine di una epidemia o per essere stati salvaguardati dalla medesima. I trisobbiesi non mancano di festeggiare in questa chiesetta il santo patrono il 16 agosto.

### Il percorso verde
Ha inizio dal parco dotto di Montaldo Bormida, collega Montaldo Bormida e Trisobbio seguendo per circa 2 km il percorso del rio Stanavazzo.
Durante il percorso, si possono incontrare attrezzi ginnici, una teleferica gioco per bimbi e un'area pic-nic.

### La chiesa di Villa Botteri
La piccola chiesa di Villa Botteri (frazione principale di Trisobbio) ha un'origine molto antica.
Non è mai stata parrocchia e probabilmente l'orientamento della chiesa originaria era diverso dall'attuale. Le pitture risalgono a meno di 50 anni fa, al di sotto di esse traspare però la più antica decorazione ottocentesca. Il parroco, don Giuseppe Olivieri, durante opere di restauro dell'interno notò che nel muro della chiesa, al di sotto delle pitture, emergeva un segno, un'incisione con l'apparente forma di un cavallo. Quella strana incisione si rivelò essere la sinopia dell'affresco e tale sinopia è indice dell'antichità dell'opera. Si pensa che il Santo sia San Bovo, per via della spada e del bue rappresentato sulla bandiera. San Bovo è un santo pellegrino, un santo guerriero e legato all'ambiente rurale, venerato come protettore degli animali.
La piccola e bella chiesa di San Giovanni Battista, nel corso dell'ultimo ventennio è stata completamente restaurata, riportandola alle antiche fattezze. I lavori di restauro hanno tenuto conto degli elementi architettonici e storici di pregio dell'edificio e sono stati eseguiti, oltre che con il contributo dell'amministrazione comunale, anche grazie alle offerte e al volontariato degli abitanti della Villa e delle persone che frequentano la chiesa.

## Società

### Evoluzione demografica
Abitanti censiti

## Cultura

### Eventi
- "Villa Botteri: Festa di San Giovanni" rinfresco nell'orto botanico e falò 23 e 24 giugno
- "Sagra al Castello di Trisobbio" organizzata dalla Pro Loco di Trisobbio il weekend a metà luglio
- "Festa di Sant'Anna" patrona di Trisobbio il 26 luglio
- Corsa podistica "StraTrisobbio" la prima domenica di agosto
- "Paese in festa" raviolata con stand al coperto e musica dal vivo a ferragosto
- "Tarsobi, Tartufi & Vino" organizzata dal Comune di Trisobbio la quarta domenica di ottobre

## Economia

### Turismo
Trisobbio ha ricevuto la Bandiera Arancione, certificato di eccellenza turistico-ambientale del Touring Club Italiano.

## Amministrazione
Di seguito è presentata una tabella relativa alle amministrazioni che si sono succedute in questo comune.
| Periodo        | Periodo        | Primo cittadino         | Partito                                | Carica  | Note  |
| -------------- | -------------- | ----------------------- | -------------------------------------- | ------- | ----- |
| 19 giugno 1985 | 22 maggio 1990 | Gian Franco Comaschi    | lista civica                           | Sindaco | [ 8 ] |
| 22 maggio 1990 | 24 aprile 1995 | Gian Franco Comaschi    | lista civica                           | Sindaco | [ 8 ] |
| 24 aprile 1995 | 14 giugno 1999 | Gian Franco Comaschi    | centro-sinistra                        | Sindaco | [ 8 ] |
| 14 giugno 1999 | 14 giugno 2004 | Gian Franco Comaschi    | lista civica                           | Sindaco | [ 8 ] |
| 14 giugno 2004 | 8 giugno 2009  | Antonio Facchino        | lista civica                           | Sindaco | [ 8 ] |
| 8 giugno 2009  | 26 maggio 2014 | Marco Giovanni Comaschi | lista civica: entusiasmo ed esperienza | Sindaco | [ 8 ] |
| 26 maggio 2014 | 26 maggio 2019 | Marco Giovanni Comaschi | lista civica: insieme per Trisobbio    | Sindaco | [ 8 ] |
| 26 maggio 2019 | 9 giugno 2024  | Marco Giovanni Comaschi | lista civica: insieme per Trisobbio    | Sindaco | [ 8 ] |
| 9 giugno 2024  | in carica      | Marco Giovanni Comaschi | lista civica: insieme per Trisobbio    | Sindaco | [ 8 ] |

## Galleria d'immagini

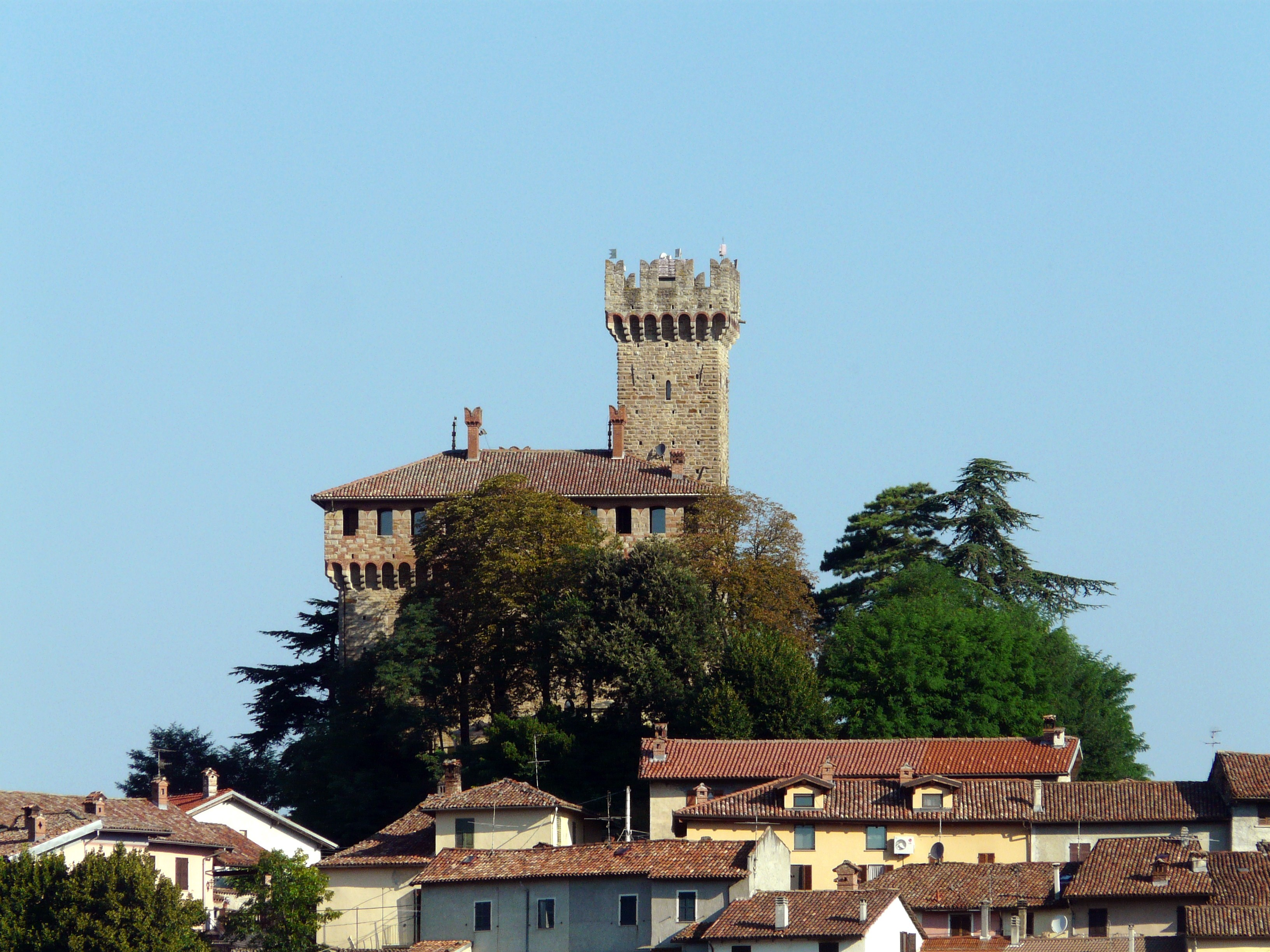
Castello di Trisobbio
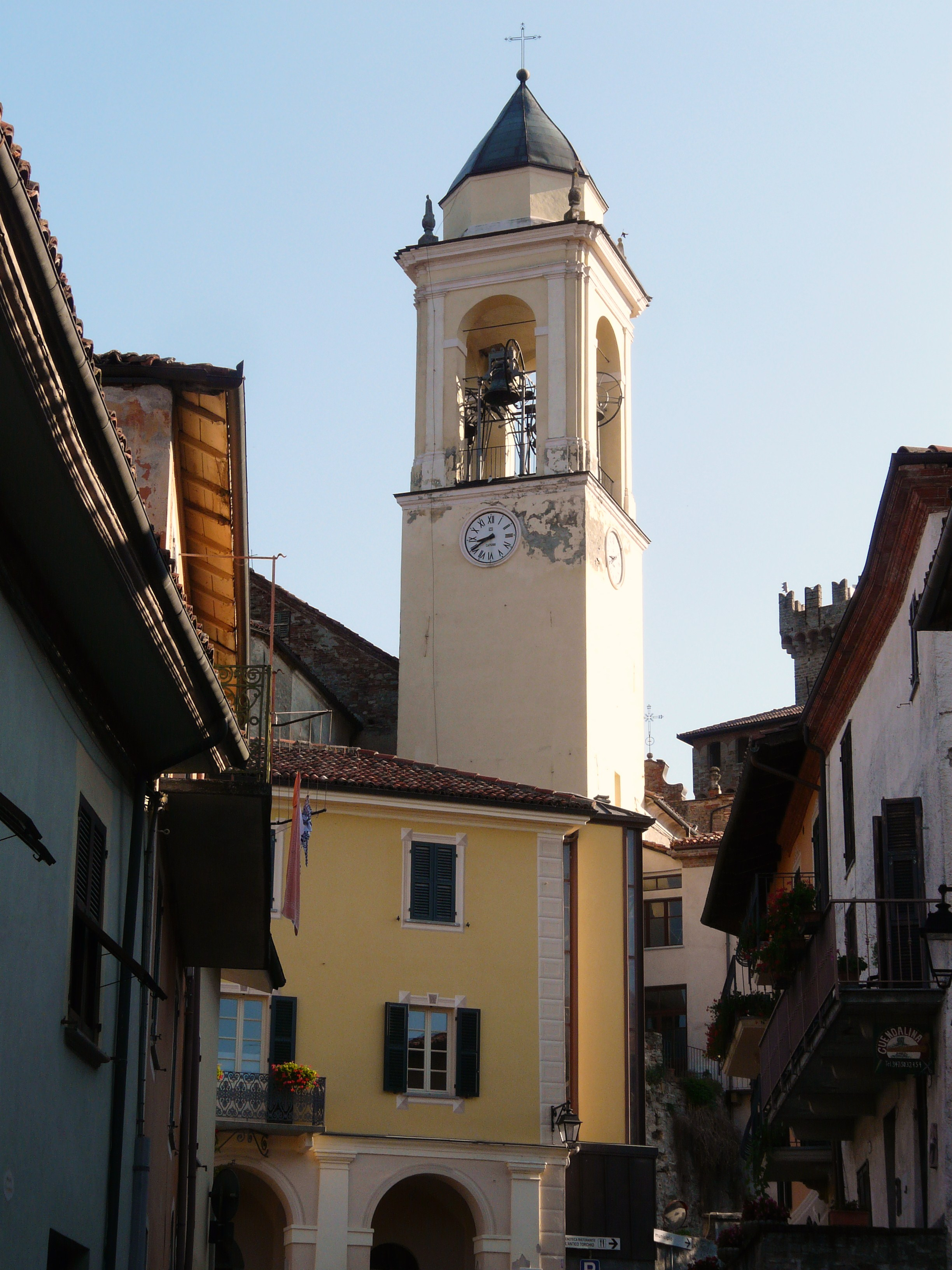
Campanile della chiesa di Nostra Signora Assunta
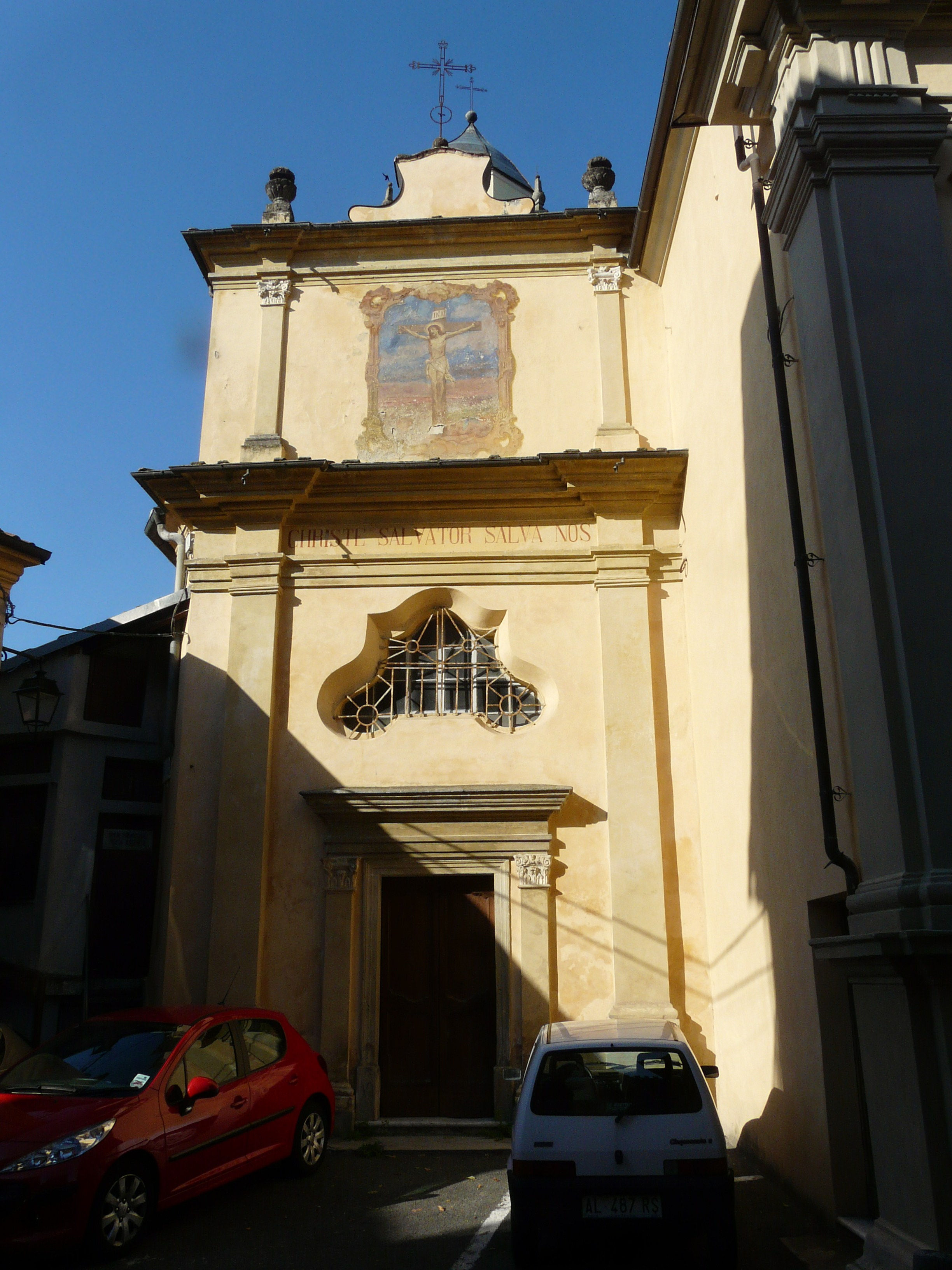
Oratorio della chiesa di Nostra Signora Assunta
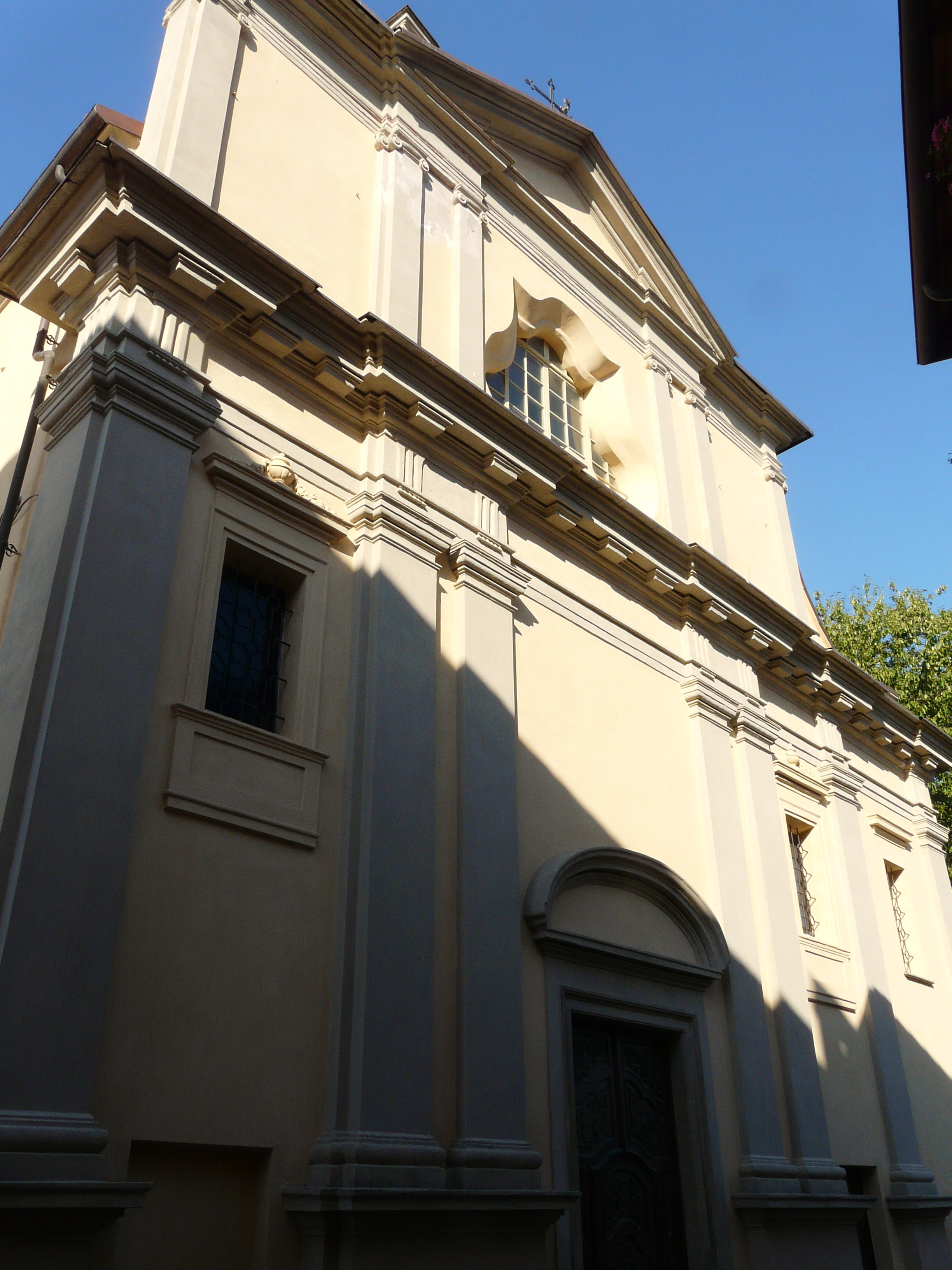
Chiesa di Nostra Signora Assunta di Trisobbio